# Manfred Horstmanshoff
Herman Frederik Johan (Manfred) Horstmanshoff (Arnhem, 15 augustus 1944) is een Nederlands historicus wiens onderzoek zich richt op de geschiedenis van de antieke geneeskunde.
Manfred Horstmanshoff studeerde klassieke filologie en oude geschiedenis aan de Universiteit Leiden van 1962 tot 1966. Na zijn afstuderen was hij docent in Haarlem en Vlaardingen. In 1976 werd hij assistent Oude Geschiedenis aan de Universiteit Leiden. Van 1984 tot 1988 was hij hier studiecoördinator bij de afdeling Oude Geschiedenis. In 1988 werd hij benoemd tot universitair hoofddocent en in 1989 promoveerde hij onder prof.dr. H.S. Versnel op zijn proefschrift De pijlen van de pest. In zijn proefschrift ging Horstmanshoff in op de sociale en religieuze behandeling van de Grieken van epidemieën, vooral de pest.
Van 2000 tot 2001 was hij fellow-in-residence bij het Netherlands Institute for Advanced Study (NIAS) in Wassenaar. Van 1 september 2005 tot 27 oktober 2010 was hij bijzonder hoogleraar Geschiedenis van de Antieke Geneeskunde aan de Universiteit Leiden vanwege de Stichting Historiae Medicinae. Horstmanshoff behandelt vele gebieden van de oude medische geschiedenis, met name de geneeskunde in de sociale en religieuze context. Hij is lid van de Maatschappij van Nederlandse Letterkunde en de selectiecommissie van de Louis Couperus Foundation (genoemd naar een schrijver over wie hij ook publiceerde en lezingen gaf). Daarnaast is hij actief in het Apostolisch Genootschap (Apgen).

## Publicaties
- De pijlen van de pest. Pestilenties in de Griekse wereld 800-400 v.Chr. Proefschrift Rijksuniversiteit Leiden 1989.
- met anderen (red.): Pijn en balsem. Troost en smart. Pijnbeleving en pijnbestrijding in de oudheid. Erasmus Publishing, Rotterdam 1994.
- met Ph. van der Eijk en P.H. Schrijvers (red.): Oude geneeskunde in zijn sociaal-culturele context. Rodopi, Amsterdam 1995.
- met S. Kottek (red.): From Athens to Jerusalem. Medicine in Hellenized Jewish Lore and in Early Christian Literature. Papers of the Symposium in Jerusalem, 9-11 September 1996. Erasmus Publishing, Rotterdam 2000.
- 'En ik verheugde mij om de rijzende zon' : een interpretatie van Couperus' verhaal 'De naumachie' . Den Haag, Louis Couperus Genootschap, 2001.
- (red.): Kykeon. Studies ter ere van H.S. Versnel. Brill, Leiden 2002.
- met anderen (red.): The Four Seasons of Human Life. Four Anonymous Engravings from the Trent Collection. Erasmus Publishing, Rotterdam 2002.
- met M. Stol en C. van Tilburg (red.): Magic and Rationality in the Ancient Near Eastern and Graeco-Roman Medicine. Brill, Leiden/Boston 2004.
- Patiënten zien. Patiënten in de antieke geneeskunde. [Leiden], Universiteit Leiden, 2006 [oratie t.g.v. de aanvaarding van het ambt van bijzonder hoogleraar in de Geschiedenis van de Antieke geneeskunde].
- met C. van Tilburg (red.): Hippocrates and Medical Education. Selected Papers Presented at the XIIth International Hippocrates Colloquium, Universiteit Leiden, 24-26 August 2005. Brill, Leiden/Boston 2010.
- met H. King en C. Zittel (red.): Blood, Sweat and Tears. The Changing Concepts of Physiology from Antiquity into Early Modern Europe. Brill, Leiden/Boston 2012.
- 'Oog in oog'. Over Paulus? Eerste brief aan de Korintiërs en de apostolische traditie. Delft, Eburon, 2019.

- Bibliothèque nationale de France: cb13012416r (data)
- Digitale Bibliotheek voor de Nederlandse Letteren: hors025
- Gemeinsame Normdatei: 124255930
- International Standard Name Identifier: 0000 0001 0909 3141
- Library of Congress Control Number: nr95013656
- Nationale Bibliotheek van Tsjechië: mub20211108919
- Nationale Bibliotheek van Israël: 987007436784405171
- Nederlandse Thesaurus van Auteursnamen: 073937401
- Réseau des bibliothèques de Suisse occidentale: 02-A008872046
- Système universitaire de documentation: 057221391
- Virtual International Authority File: 64138979
- WorldCat: E39PBJjxp9dc6ypQ7WJjdP8Qv3